# Daniel Cartus
Daniel Cartus (* 2. September 1978 in Langenfeld-Richrath) ist ein ehemaliger deutscher Fußballspieler, der inzwischen als Trainer tätig ist.

## Spielerkarriere

### Verein
Sein Debüt im Profifußball gab er am 9. November 1998 für Fortuna Düsseldorf im Zweitligaspiel gegen Tennis Borussia Berlin. Für Düsseldorf, den 1. FC Saarbrücken und Rot-Weiß Oberhausen kam er bis zum August 2003 auf insgesamt 66 Zweitliga-Einsätze (sieben Tore). In den Folgejahren spielte er für folgende Vereine in der Regionalliga: SC Paderborn 07, SV Wehen und VfL Osnabrück. Insgesamt kann er auf 113 Regionalligaeinsätze (20 Tore) zurückblicken.

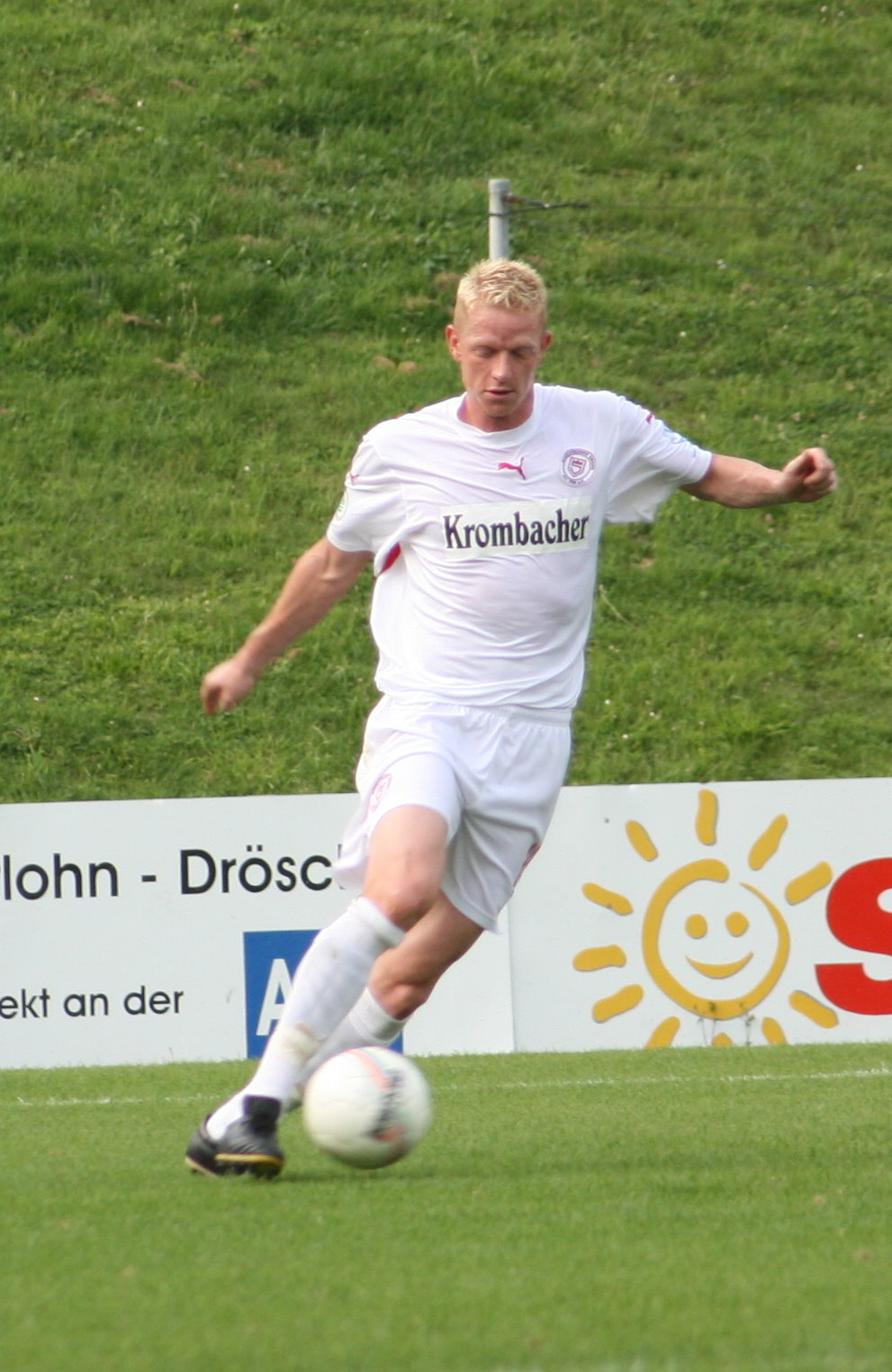
Daniel Cartus im Auswärts-Trikot der Sportfreunde Siegen

Daniel Cartus wechselte zur Saison 2007/08 vom VfL Osnabrück zum VfB Lübeck (Regionalliga Nord). Nach einem halben Jahr löste der in Finanzprobleme geratene Verein den Vertrag mit Cartus wieder auf. Cartus schloss sich daraufhin zum 1. Januar 2008 Kickers Emden an. In der Saison 2008/09 spielte er für den NRW-Ligisten Sportfreunde Siegen.

### Nationalmannschaft
Er spielte 1998 für Deutschland in der U-21-Nationalmannschaft gegen die Türkei.

## Trainertätigkeit
In der Saison 2009/10 übernahm Cartus für fünf Monate die Trainerposition beim siebtklassigen Landesligisten TSV Weißtal im Siegerland. In der Winterpause kehrte er jedoch zu den Sportfreunden Siegen zurück.

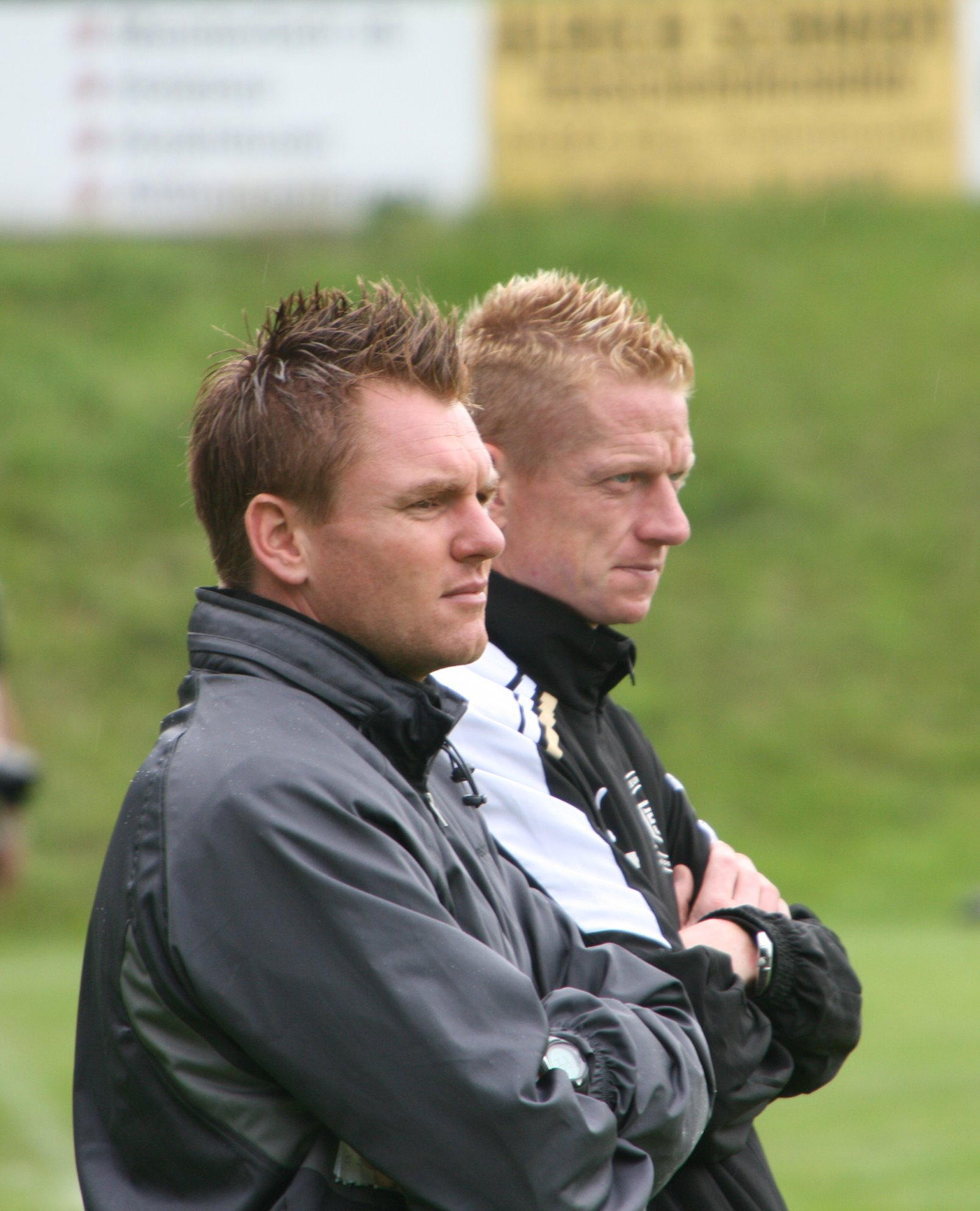
Trainer Daniel Cartus mit seinem Kollegen Michael Boris

Nachdem er seine aktive Laufbahn beendet hatte, war er in der Saison 2010/11 Trainer der 2. Mannschaft der Sportfreunde und übernahm vorläufig kommissarisch am 4. Mai 2011 bis zum Saisonende die Trainerposition in der 1. Mannschaft der Siegener, nachdem Andrzej Rudy beurlaubt worden war. Zur Saison 2011/12 wurde er zum Co-Trainer des Siegener Cheftrainers Michael Boris.
Seit Beginn der Saison 2013/2014 war Daniel Cartus zusammen mit Peter Bäumgen Trainer beim sauerländischen Bezirksligisten VSV Wenden, der Vertrag wurde jedoch bereits Ende August 2013 nach nur einem Spieltag in beiderseitigem Einverständnis aufgelöst.
Im September 2013 übernahm Cartus dann das Traineramt bei seinem Heimatverein TuSpo Richrath in der Landesliga Niederrhein. In der Spielzeit 2014/15 trainierte er den Bezirksligisten 1. FC Monheim, den er jedoch kurz vor der Winterpause auf eigenen Wunsch wieder verließ.
Seit Sommer 2015 ist Cartus Cheftrainer bei A-Kreisligist FC Britannia Solingen.
Am 16. November 2017 trat er das Cheftraineramt beim Mittelrhein-Landesligisten SC Fortuna Köln U23 an.